# Kyrkesund

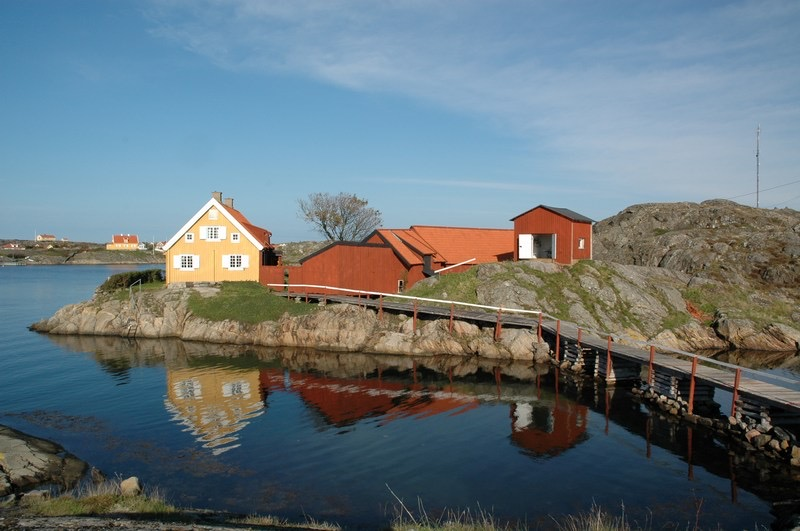
Kålhuvudet i Tjörns kommun är byggnadsminne sedan den 17 december 1992.

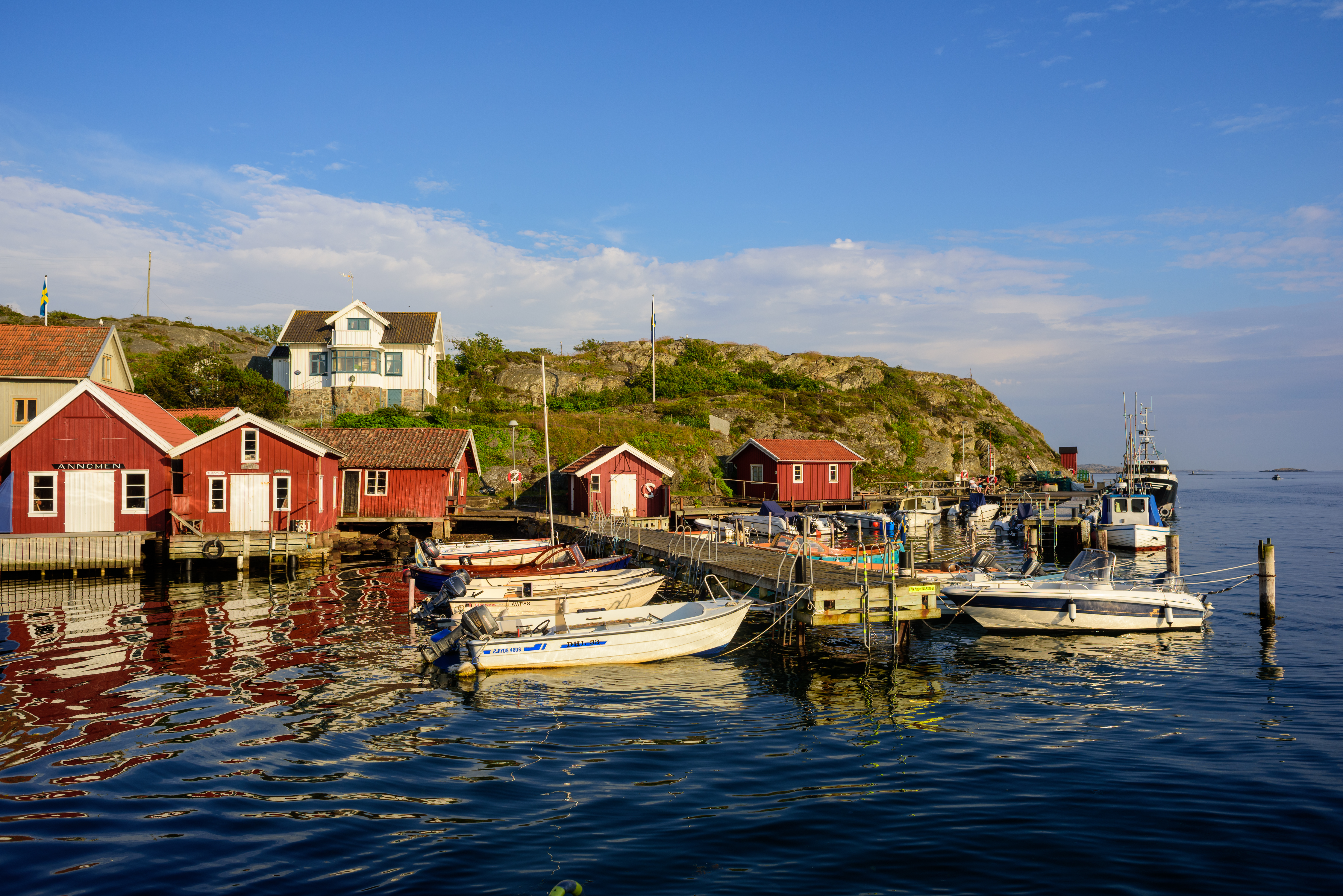
Hamnen

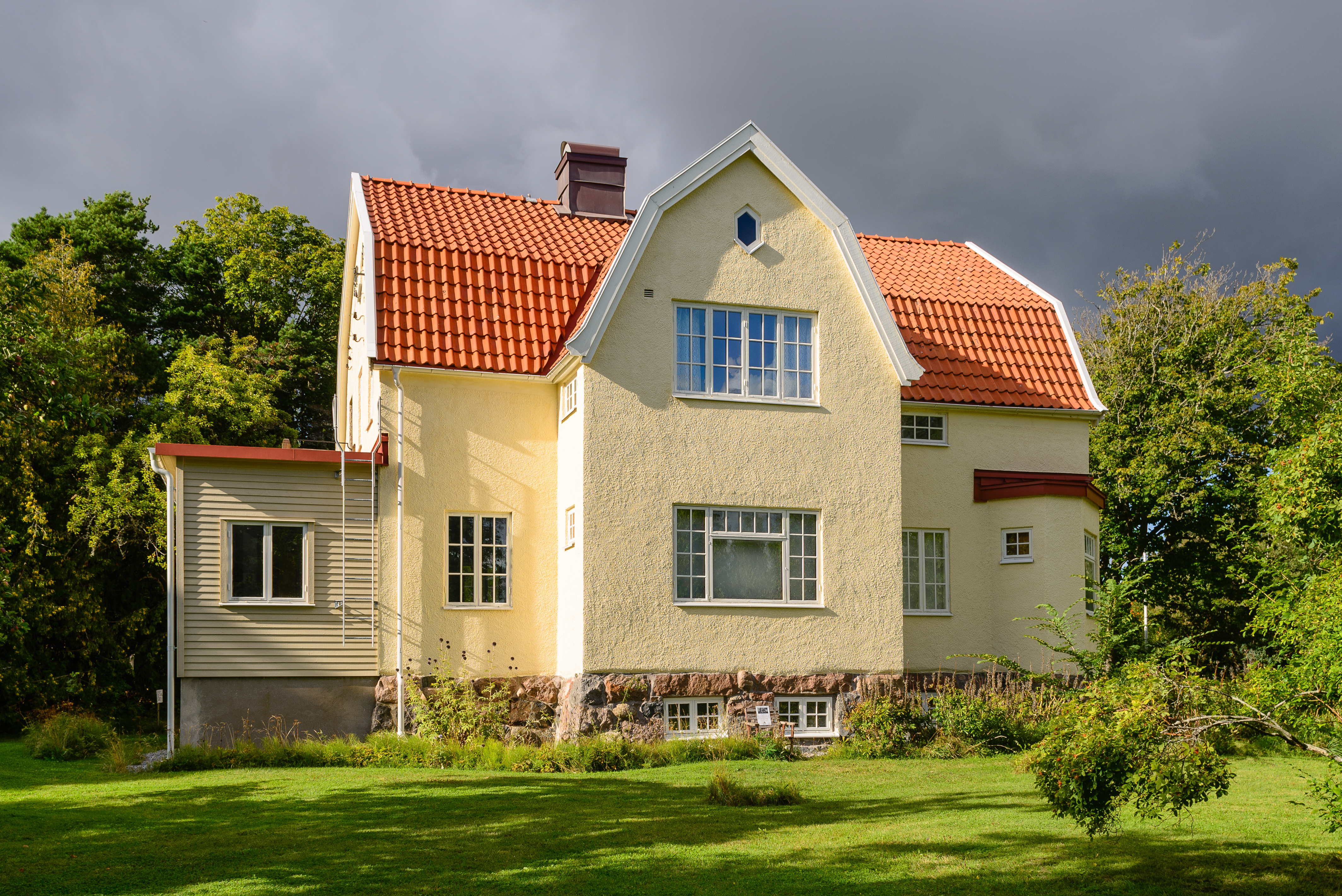
Villa Solfrid

Kyrkesund  är en tätort i Klövedals socken i Tjörns kommun. Orten ligger på Tjörnsidan av det smala Kyrkesundet (eller lokalt "Rännan"), som skiljer Tjörn från  Härön. Västtrafik trafikerar Kyrkesund med buss (hållplats Kyrkesunds brygga) samt med personbåten Härön över Kyrkesundet till Härön . Området vid Kyrkesundet var intill 2015 avgränsat till en småort med namnet Kyrkesund. Bebyggelsen där hade  2015 växt samman med den i småorterna  Bö i Klövedal samt Gullfjäll, Långekärr och Sunna och avgränsades då som en tätort med bibehållet namn.

## Historik
Under sillperioderna på 1700- och 1800-talet upplevde Kyrkesund en ekonomisk uppgång och en motsvarande tillbakagång, när sillen försvann. Sedan sista sillperiodens slut 1906 har annat fiske och fraktsjöfart varit viktiga näringar, men detta har inte förhindrat en jämnt negativ befolkningsutveckling. Idag används en stor del av ortens bostäder enbart som fritidsbostäder.
Kyrkesund är beläget i Klövedals socken och ingick efter kommunreformen 1862 i Klövedals landskommun. I denna inrättades  29 september 1899 Kyrkesunds och Björholmens municipalsamhälle, vilket enligt Nordisk Familjebok 1911 bestod av "fiskelägena Herrön, Staffansholmen, Sumpen, Limhall och Björholmen". Av dessa ligger Björholmen omkring 5 km fågelvägen från dagens småort, medan de övriga ligger vid sundet mellan Tjörn och Härön. Sumpen är det gamla namnet för den centrala bebyggelsen på Tjörnsidan. Limhall ligger på Tjörnsidan någon kilometer norr om Sumpen. Herrön och Staffansholmen är äldre varianter av namnen Härön och Stavsundsholmen. De senare var tidigare två skilda öar, men genom landhöjningen har Stavsundsholmen blivit en del av Härön.
Enligt beslut 4 maj 1953 ändrades municipalsamhällets namn till enbart Kyrkesund, men det är inte klart om detta också innebar en ändring av dess utsträckning, något som påverkar förståelsen av befolkningsuppgifterna. Från 1952 ingick Kyrkesund i den nybildade 
Tjörns landskommun, och 31 december 1959 upplöstes municipalsamhället.  Sedan 1971 ingår orten i Tjörns kommun. Dagens småort med arealen 12 hektar omfattar bara en mindre del av det gamla municipalsamhället, som 1944 hade en areal på 42 hektar.

### Kålhuvudet
På ön Kålhuvudet vid södra inloppet till sundet byggdes 1780 ett trankokeri, som är bevarat som ett sällsynt kulturminne. Det ägs sedan slutet av 1700-talet av en släkt, bland vars medlemmar nämns havsforskarna Otto Pettersson (1848–1941) och Hans Pettersson (1888–1966), landshövdingen Fredrik Pettersson (1855–1949), dennes dotter konstnären Signe Barth (1895–1982) samt etnologen och prästen Johan Pettersson (1923–2018). Kålhuvudet anses ha varit förebild för "Värdshuset Knäppen" i Emilie Flygare-Carléns roman Pål Värning: en skärgårdsynglings äfventyr (1844). Kålhuvudet är privat och inte tillgängligt för besökande turister.

### Villa Solfrid
Några kilometer utanför Kyrkesund ligger Sunna. År 1916 lät Elin Sundberg, omtalad som "Guldgrävarens dotter", bygga ett stort stenhus här: Villa Solfrid. Vid 85 års ålder donerade Elin Sundberg sin egendom till en stiftelse som bär hennes namn. Idag är huset, Villa Solfrid, ett museum.

### Befolkningsutveckling
| Befolkningsutvecklingen i Kyrkesund 1900–2020                                                                                            | Befolkningsutvecklingen i Kyrkesund 1900–2020 | Befolkningsutvecklingen i Kyrkesund 1900–2020 | Befolkningsutvecklingen i Kyrkesund 1900–2020 | Befolkningsutvecklingen i Kyrkesund 1900–2020 |
| --- | --------------------------------------------- | --------------------------------------------- | --------------------------------------------- | --------------------------------------------- |
| |                                               |                                               |                                               |                                               |
| År |                                               |                                               | Folkmängd                                     | Areal (ha)                                    |
| 1900 | 1900                                          |                                               | 515                                           |                                               |
| 1909 | 1909                                          |                                               | 498                                           |                                               |
| 1924 | 1924                                          |                                               | 369                                           |                                               |
| 1944 | 1944                                          |                                               | 283                                           |                                               |
| 2010 | 2010                                          |                                               | 76                                            | 12#                                           |
| 2015 | 2015                                          |                                               | 547                                           | 544                                           |
| 2020 | 2020                                          |                                               | 527                                           | 550                                           |
| Anm.: Ny tätort 2015, då den tidigare småorten sammanväxte med småorterna Gullfjäll, Långekärr och Sunna och Bö i Klövedal # Som småort. |                                               |                                               |                                               |                                               |

Befolkningsutveckling: 1909; 1924; 1944.

## Bildgalleri

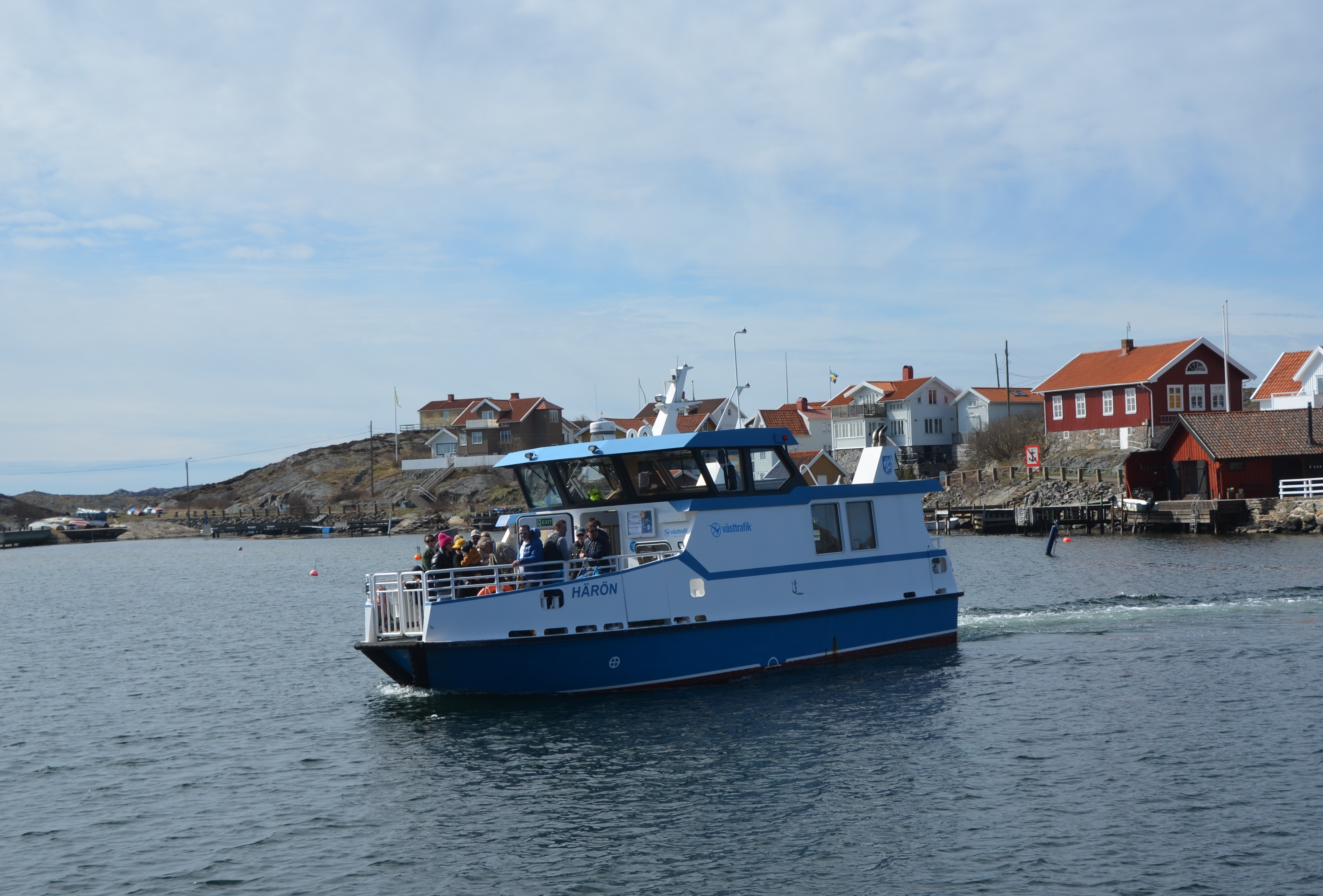
M/S Härön anlöper Kyrkesund från Härön